# Ekaterini Sakellaropoulou
Ekaterini Sakellaropoulou (în greacă Κατερίνα Σακελλαροπούλου; n. 30 mai 1956, Salonic, Grecia) este președintele Greciei și președintele Consiliului de Stat al Greciei, rol pe care îl deține din octombrie 2018. 
Pe 22 ianuarie 2020, Parlamentul a ales-o drept al treisprezecelea președinte al Greciei. După preluarea funcției pe 13 martie 2020, a fost prima femeie din Grecia care deține această funcție.

## Biografie
Sakellaropoulou s-a născut în Salonic. Familia ei provine din Stavroupoli, Xanthi, un oraș din prefectura Xanthi. A studiat dreptul la Universitatea Națională și Capodistriană din Atena și și-a încheiat studiile postuniversitare în drept public la Universitatea Paris II. La mijlocul anilor '80, ea a fost admisă în Consiliul de Stat și a fost promovată în funcția de consilier în anul 2000. În octombrie 2015 a fost numită vicepreședinte al Consiliului de Stat, iar în octombrie 2018 a fost aleasă în unanimitate în funcția de președinte al Consiliului. 

## Desemnarea și alegerea în funcția de președinte
Pe 15 ianuarie 2020, premierul elen, Kyriakos Mitsotakis, a nominalizat-o pentru funcția de președinte al Republicii Elene , funcție în care a fost aleasă pe 22 ianuarie 2020, 261 din 300 de parlamentari votând în favoarea acesteia.  

## Viață personală
Sakellaropoulou locuiește cu partenerul ei, Pavlos Kotsonis, avocat. Are un copil dintr-o căsătorie anterioară. 